# 腓特烈二世 (黑森-洪堡)
腓特烈二世（德語：Friedrich II.，1633年3月30日—1708年1月23日），黑森-洪堡伯爵，1680年至1708年在位。

## 家庭
1670年，腓特烈與庫爾蘭公爵雅各布·克特勒的女兒路易絲·伊莉莎白結婚，兩人共有3子4女：
1. 夏洛特（1672年—1738年）
2. 腓特烈（1673年—1746年）
3. 海德薇希·路易絲（德语：Hedwig Luise von Hessen-Homburg）（1675年—1760年）
4. 菲利普（德语：Philipp von Hessen-Homburg）（1676年—1703年）
5. 威廉明妮·瑪麗亞（德语：Wilhelmina Maria von Hessen-Homburg）（1678年—1770年）
6. 艾蕾諾爾·瑪格麗特（德语：Eleonore Margarete von Hessen-Homburg）（1679年—1763年）
7. 卡西米爾·威廉（英语：Casimir William of Hesse-Homburg）（1690年—1726年），腓特烈四世的父親